# Sverker l'Ancien
Sverker l'Ancien (Sverker den äldre en suédois), aussi appelé Sverker Ier, est roi de Suède de 1130 environ jusqu'à sa mort, le 25 décembre 1156. Il est le fondateur de la maison de Sverker, qui dispute le trône suédois avec la maison d'Erik jusqu'au milieu du XIIIe siècle.

## Origines
L'ascendance de Sverker est incertaine. D'après la liste de rois qui figure dans la Västgötalagen, son père s'appelle Cornubæ, un nom similaire à celui qui apparaît chez Olaus Petri (Kornike) et Johannes Bureus (Karnuke). En revanche, les sagas islandaises attribuent à Sverker le patronyme Kolsson, « fils de Kol ». Une généalogie postérieure avance la succession: Kettil - Kol - Kornike (Cornube) - Sverker.Enfin certaines sources identifient comme le père ou le grand-père de Sverker, Erik Årsäll, un prétendant semi-légendaire au trône de Suède. Ce qui est sûr, c'est que les domaines de sa famille sont principalement concentrés dans l'Östergötland.

## Règne
Vers 1130, Sverker, grand propriétaire à Alvastra (en), est élu roi parmi les grands propriétaires terriens du comté d'Östergötland. Il prend le pouvoir après l’extinction de la maison de Stenkil en ligne agnatique pendant la décennie 1120. Le prince danois Magnus le Fort lié à l’ancienne dynastie par sa mère, est reconnu roi dans une partie du Götaland bien que l'étendue réelle de son pouvoir demeure obscure. L'implication de Magnus dans la guerre civile qui s'allume dans le royaume de Danemark ouvre une opportunité pour Sverker, homme d'origine non royale, d'accéder au pouvoir en Suède, d'autant plus que les Suédois n'apprécient pas d'être gouvernés par un étranger Selon la chronologie des événements dans la chronique de Saxo, son arrivée au pouvoir intervient vers 1132. Pour légitimer son accession au trône auprès de ses sujets, il doit cependant épouser successivement les femmes de deux de ses prédécesseurs : d'abord Ulvhild Håkansdotter, veuve d'Inge le Jeune, puis Richezza de Pologne, fille de Boleslas III Bouche-Torse et veuve de Magnus le Fort.

## Consolidation du pouvoir
Il semble que Sverker est, seulement progressivement, reconnu comme roi par les diverses provinces du royaume de Suède. Les sources norvégiennes évoquent à cette époque les actions menées en toute liberté par les magnats du Västergötland au cours de la décennie 1130, impliquant un haut niveau de séparatisme. Le jarl de Västergötland, Karl de Edsvära, délimite, en toute indépendance, la frontière entre les Geats et la Norvège avec le roi  Harald Gille en 1135 et il est même présenté comme un « roi » dans certaines sources. 
Il en est de même pour les provinces autour du lac Mälaren où se concentrent les partisans de Magnus. L'évêque Henrik de Sigtuna, expulsé de Suède, tombe aux côtés de Magnus lors de la bataille de Fotevik en 1134. Sverker n'est reconnu par les provinces Mälaren qu'en 1135, quand il reçoit le prétendant danois  Oluf Haraldsen, dont il soutient les revendications au pouvoir en Skåne. Finalement, l'autorité de Sverker est reconnue par tous au cours de la décennie 1140 dans un royaume complètement déstructuré. La base de son pouvoir demeure la plaine centrale d'Östergötland avec l'église de Kaga, c'est-à-dire l'abbaye d'Alvastra et l'abbaye de Vreta comme point d'appui religieux.
Sverker prend soin de consolider sa légitimité par des mariages hautement politiques. Selon le récit, très hostile, de Saxo Grammaticus, « le roi Niels avait épousé Ulvhild Håkansdotter originaire de Norvège... Sverker lui envoie un messager pour lui déclarer son amour. Puis peu après, il l'enlève à son mari et l'épouse ». Le comportement outrageant de Sverker peut s'expliquer par l'origine d'Ulvhild qui avait été antérieurement l'épouse du roi  Inge II de Suède, le dernier représentant de la maison de Stenkil, et représentait en quelques sorte l'influence de la dynastie éteinte. Après la mort de la reine Ulvhild, il épouse la veuve de son ennemi Magnus le Fort, la princesse polonaise  Richezza de Pologne, vraisemblablement dans le but de s'attacher les ultime partisans de  Magnus. Cette union lui permet également de contrôler la fille de Richezza, Sophie de Polock, qui est fiancée au futur roi Valdemar le Grand en 1154, et qui l'épouse après la mort de Sverker.

## Relation avec l'église
Le roi Sverker Ier est très favorable à l'Église. Il fait appel aux cisterciens qui développent les premiers monastères du pays : l'abbaye d'Alvastra en 1143, l'abbaye de Nydala qu'il fonde dans le Småland avec son épouse Ulvhild la même année, puis trois autres fondations avant 1164 dont en 1148 celle de Varnhem dans le Västergötland C'est sous son règne que se déroule en 1154 le premier synode suédois, à Linköping, en présence du cardinal Nicolas Breakspear, au cours duquel est finalement institué le denier de Saint-Pierre en Suède. Toutefois, son souhait d'implanter un archevêché indépendant en Suède  fut déçu, toujours selon Saxo  « les Svears et les Geats de parvinrent pas à s'accorder sur la ville et sur la personne qui méritaient cette dignité ». C'est pourquoi Nicholas Breakspear  « aurait refusé aux parties antagonistes que la plus haute dignité soit conférée à des barbares toujours ignorants sur le plan religieux ». Lorsqu'il se rend au Danemark, Breakspear promet à l' archevêque de Lund la primauté sur tout futur archevêque de Suède. Cela sera confirmé plus tard lorsque Breakspear devient pape sous le nom d'Adrien IV. Un archevêché n’a été finalement créé en Suède qu’en 1164 en faveur de Stephan sous le règne du fils de Sverker Karl.

## Politique étrangère
Les relations de la Suède avec les principautés de la Rus' de Kiev étaient bonnes depuis le siècle passé, elles semblent se détériorer pendant le règne de Sverker. Selon une chronique russe, la nouvelle République de Novgorod doit faire face à son premier conflit avec les Suédois à cette époque, ce qui met fin à de longs siècles de paix garantis par des mariages entre les familles régnantes. Le "knyaz" suédois, mot russe désignant un prince, et un évêque accostent dans le golfe de Finlande avec 60 bateaux en 1142, et font une tentative avortée d'attaquer une flotte de marchands. Les circonstances de l’expédition sont totalement floues ; il doit s'agir de la volonté de soumettre des populations païennes de l'est de la mer Baltique.
Une confrontation plus sérieuse éclate sur un autre front au cours de la décennie 1150. Sverker reçoit son beau-fils, le co-régent danois Knud V qui rencontre des difficultés dans ses états. Cet appui est une menace pour le rival de Knud, Sven III de Danemark. D'autant plus qu'en 1152, son fils aîné Johan Sverkersson l'Ancien au cours d'une expédition au Danemark enlève Inga Eriksdatter, la femme du noble Karl Jarl du Halland et Aase Eskildsdatter la sœur de cette dernière, dont il fait ses maîtresses. Bien que son père et la population le contraignent à libérer les deux femmes, le roi danois Sven Erikssen pour venger l'honneur national qu'il estime bafoué entreprend pas moins qu'une invasion du Småland, malgré les offres de paix du roi et la mort du prince Johan qui est tué en 1153 ou 1154 par des paysans mécontents.
Sverker, devenu désormais un vieil homme, réside le plus souvent dans son domaine d'Alvastra et s'appuie sur les Götar. Il voit s'élever contre lui un prétendant soutenu par les Svears : Erik Jedvardsson, le mari d'une petite-fille d'Inge l'Ancien. C'est pourtant à l'instigation du prince danois Magnus Henriksson, lui aussi descendant de l'ancienne dynastie royale, que Sverker est assassiné le 25 décembre 1156.

## Le meurtre de Sverker
La courte chronique annexée à la Västgötalagen indique que Sverker est assassiné par son propre cocher sur le pont d'Alebäck près du prieuré d'Alvastra, en ce rendant au service religieux du jour de Noël, 1156. L'assassin est dans les deux cas un serviteur de confiance, un détail qui est confirmé par une lettre pontificale. Ce qui est considéré comme un crime choquant même selon les critères médiévaux. Selon Saxo, le prétendant  Magnus Henriksson, un prince danois, « avait incité le serviteur à commettre ce meurtre du fait de désire de devenir roi ». Sverker a comme successeur dans une partie de la Suède dans des circonstances très obscures le prétendant issu d'une autre lignée,  Erik Jedvardsson. Cependant Karl, le fils de Sverker, s'impose comme roi en Östergötland vers 1158. La Skáldatal relève les noms des deux scaldes de Sverker: Einarr Skúlason et Halldórr skvaldri.

## Mariages et descendance
Sverker Ier a deux épouses. Il laisse de sa première union avec Ulvild cinq enfants dont trois fils :
- Johan (tué en 1153/1154), prince royal et jarl ;
- Karl (mort en 1167), roi de Suède de 1161 environ à sa mort ;
- Sune Sik Sverkersson ;
- Ingegerd (morte en 1204), prieure de l'Abbaye de Vreta vers 1162 ;
- une fille, probablement appelée Hélène, qui épouse en 1156 le roi danois Knut Magnussen[23].

Sa seconde épouse, Richiza, réputée pour sa beauté exceptionnelle qui avait été mariée au roi Magnus der Starke puis au prince Volodar Glebovitch de Minsk lui donnera un fils :
- Burislev.